# Neodiprion sertifer
Neodiprion sertifer là một loài côn trùng trong họ Diprionidae. Loài này được Geoffroy miêu tả khoa học đầu tiên năm 1785.
Đây là loài gây hại của cây Pinus brutia, phát triển phổ biến ở Thổ Nhĩ Kỳ.